# Aleksander Groza
Aleksander Groza (ur. 30 czerwca 1807 w Zahraniczach w guberni kijowskiej, zm. 3 listopada 1875 w Chałaimgródku pod Berdyczowem) – polski poeta epoki romantyzmu, jeden z pomniejszych twórców tzw. "szkoły ukraińskiej".
Według Juliana Tuwima, cenioną niegdyś poezję Grozy XIX-wieczna krytyka literacka porównywała do najlepszych wzorców czerpanych z Tarasa Szewczenki i Aleksandra Puszkina. Zważywszy, że początkowe utwory Szewczenki, jak (ballada Urzeczona) pojawiają się w sześć lat po debiucie Grozy, niejasny wydaje się kierunek przekazywania tych wzorów.

## Życiorys
Pochodził z zamożnej rodziny szlacheckiej. Otrzymawszy staranne wykształcenie – studiował m.in. na Wydziale Lekarskim Uniwersytetu Wileńskiego – osiadł w odziedziczonej wsi na Ukrainie, gdzie poświęcił się działalności literackiej. Pisaniem zajmował się także jego brat Sylwester.
Pierwsze utwory poetyckie opublikował w wileńskim Noworoczniku litewskim w 1831 roku. Pięć lat później wydał swoją pierwszą, a zarazem najsłynniejszą powieść, "Starosta Kaniowski" o zbrodniach Mikołaja Potockiego. W latach 1838–1842 wydawał w Wilnie tomy poezji z utworami twórców litewskich i ukraińskich.
Następną powieść opublikował dopiero w 1848; była to powieść realistyczno-obyczajowa Władysław – wyciąg z pamiętników nie bardzo znanych. Kolejną zaliczającą się do tego gatunku, Mozaika kontraktowa – pamiętnik z roku 1851, ukończył w 1857. Niedługo potem przeniósł się do Berdyczowa, gdzie pracował jako nauczyciel, a następnie do Żytomierza, gdzie był współorganizatorem Stowarzyszenia Księgarsko-Wydawniczego, spółki wydającej tanie książki, w tym opracowane przez Grozę elementarze.
Ostatnich pięć lat swego życia przemieszkał w Chałaimgródku, w domu Eustachego Iwanowskiego.